# Ниежко, Наталья Сергеевна
Наталья Сергеевна Ниежко (27 ноября 1989, Ростов-на-Дону) — российская футболистка, защитница.

## Биография
В детстве занималась танцами, гимнастикой, в юношеском возрасте начала заниматься футболом в секции «Гребной канал» Ростова-на-Дону. В начале взрослой карьеры выступала за клубы «Дон» (Азов), «Юнона» (Ростов-на-Дону). Один сезон провела в ростовском СКА. В этот период играла за молодёжную сборную России.
На рубеже 2000-х и 2010-х годов перешла в краснодарскую «Кубаночку», с которой поднялась из первого дивизиона в высший. В дебютном для «Кубаночки» сезоне 2010 года сыграла 21 матч в высшей лиге и была капитаном команды. Однако по окончании сезона покинула клуб и более года провела вне футбола.
В ходе сезона 2012/13 перешла в «Зоркий» (Красногорск), где за два неполных сезона провела 3 матча, во всех выходила на замены. По итогам сезона 2012/13 «Зоркий» стал чемпионом России. В сентябре 2013 года спортсменка перешла в клуб «Звезда-2005» (Пермь), где осенью 2013 года сыграла 4 матча, во всех выходила на замены, а её клуб стал вице-чемпионом страны. После возвращения из Перми снова была на контракте в «Зорком», однако более не выходила на поле и вскоре завершила карьеру.
Окончила ростовский филиал «Российской таможенной академии», затем получала второе высшее образование в Российском государственном университете физкультуры, спорта, молодёжи и туризма. Во второй половине 2010-х годов работала в Москве частным тренером.
В 2013 году принимала участие в конкурсе телеканала «Россия» «Девушка месяца — Всё включено». Кроме того, дважды принимала участие в телешоу «Давай поженимся».